# Cratere Murray
Murray  è un cratere sulla superficie di Marte.